# 雷克斯山
74°54′S 75°57′W / 74.900°S 75.950°W
雷克斯山（英語：Mount Rex）是南極洲的山峰，位於帕爾默地，處於菲茨傑拉德海崖東南面約55英里，海拔高度1,105米，在1935年11月23日由美國探險隊發現和拍攝空中照片，現時由南極條約體系管理。